# الشبیکه (القیروان)
الشبیکه (به عربی: الشبیکة) یک منطقهٔ مسکونی در تونس است که در استان قیروان واقع شده‌است. الشبیکه ۲٬۹۳۳ نفر جمعیت دارد.